# Allotrichoma cederholmi
Allotrichoma cederholmi är en tvåvingeart som beskrevs av Canzoneri och Rampini 1996. Allotrichoma cederholmi ingår i släktet Allotrichoma och familjen vattenflugor.
Artens utbredningsområde är Sierra Leone. Inga underarter finns listade i Catalogue of Life.